# 晨曦體育會
晨曦體育會是香港的一支前職業足球隊，1986年成立，由1999年參與香港甲組足球聯賽直至2014年港超聯成立後退出頂級聯賽，曾經四次贏得香港甲組足球聯賽冠軍，並曾經晉身亞洲足協盃四強。

## 球隊歷史
晨曦於2000年代為班霸，自2001年至今，奪得 3 屆香港甲組足球聯賽(頂級) 冠軍 、3 屆香港足總盃冠軍、4 屆香港聯賽盃冠軍及1屆香港高級組銀牌冠軍，亦三度晉身亞洲足協盃的淘汰賽階段。
2004–05球季，晨曦囊括香港全部 4 項主要足球賽事（詳情可參閱2004–05年港甲要點），而在季前亦奪得香港足球總會七人賽冠軍，因此球隊被稱為「四冠王」或「五冠王」。 及後獲得香雪制藥冠名贊助為「香雪晨曦」，為期兩年。
晨曦的優異成績吸引到康宏理財由2006–07年起贊助球隊，於2007–08年更將贊助的等級提升為冠名贊助，並且包辦市場推廣事務，在此球季起以「康宏晨曦」的名義參加所有足球賽事。惟2009年夏天合約屆滿後未獲續約，加上晨曦擺出難以合作的姿態，令到贊助商卻步，故此在各贊助商不願與其合作的情況下，逐恢復以晨曦名義參賽。
晨曦於2011–12球季獲得日之泉及 JC Group 贊助，以雙冠名形式贊助，因此球隊以「日之泉JC晨曦」參賽。
2012–13球季，晨曦以800萬港元的班費競逐。
晨曦宣布不參加新成立的香港超級聯賽，留在香港甲組聯賽角逐，球員可以自由轉會。教練招重文及潘文俊加盟黃大仙區康樂體育會，另一名教練陳發枝加盟車路士足校學校 (香港)。
2015–16年球季 2–1 反勝甲組球會大埔足球會，入球球員郭詠燊及袁振昇入球，奪得足總盃初賽冠軍兼打入足總盃主賽圈賽事。其後球隊於足總盃主賽圈不敵標準流浪出局。其中，馬澄發以 55 歲之齡正選登場，成為香港頂級足球比賽中，年紀最大的正選球員。

### 2016–17球季
球隊雖然為全華班，但當中不少球員都曾經是頂級聯賽球隊的主力球員，包括廖富源、王景華、郭詠燊、蘇偉泉、韓成、劉志強，而隊中頭號射手袁振昇更在本賽季聯賽轟入40球。
2017年5月14日，晨曦於香港甲組聯賽作客以1–0擊敗觀塘，最終以全季不敗姿態26戰23勝3和錄得72分，以一分力壓同日以4–2擊敗花花、26戰得71分的黃大仙，以「全華班」姿態成為今屆甲組聯賽冠軍，連同初級足總盃更成為雙料冠軍。

### 2017–18球季
由於大部份主力球員轉投花花，導致球隊實力減弱。5月13日對港甲冠軍港會輸1比4，提前一輪護級失敗，來季依例降落乙組比賽。

### 2018–19球季
隊中大量球員轉投其他球會，只餘下兩名有港甲港甲及一名港超經驗球員，包括陳啟康、傅樹聲及潘文俊。在上半賽季球隊成績差劣，僅錄得2勝、2和、9負的成績，隊中星級球員潘文俊更是一次上場也沒有。
下半賽季，球隊一度獲得前香港代表隊球員陳豪文及前甲組守門員鄭皓文加盟救亡，唯二人上場機會不多，加上大批相對較好的球員已於下半賽季舉行前離隊，而新簽入的球員大多只是一些從來沒有甲、乙、丙組作賽經驗的球員，他們的實力比離隊的球員更為不濟，球隊整體實力更為參差。
球隊下半賽季成績更慘不忍睹，只曾3比1擊敗另一降班球隊啟毅漢斯足球會後再無勝績，於2019年3月31日第21輪乙組聯賽，更以0比8大敗於騰翱聖約瑟腳下，成為球隊有史以來最大的敗仗。
2019年5月12日，晨曦面對東昇以1比7慘敗，護級失敗，提早兩輪降班至丙組比賽。

### 2019–20球季
隊中有實力球員均告離隊投效其他乙、丙組球會，明顯實力不濟的球員則不獲留隊，只保留小部分跟隨球隊降班的球員。
球隊季初目標為中游，並於季初簽入了老將馬文俊及朱國良，亦簽入馮學林、黃洛等較好的球員，球隊負責人之一周文曦亦註冊為球員。另外，球隊更大量簽入去季丙組失球數字最高且降班出局球隊標準盛豐大聯盟的球員作為球隊骨幹，整體實力未有任何提升，甫開季已經在聯賽榜下游掙扎，其後球隊再簽入蘇耀文、李祖耀、梁紫華等具經驗球員，實力稍為提升，並逐漸遠離降班區，直到賽季因疫情被腰斬時，球隊已爬升至聯賽第五位。

### 2020–21球季
今季在丙組保留馬文俊及蘇耀文等老將、教練兼球員王建邦簽入一些有港超及港甲經驗加入包括右閘郭逸謙、蕭沛霖、岑偉成、中場崔子琪、中場呂偉超、左翼王景華、前鋒周志仁（周文亮之子）、前鋒汪雙財來提升實力、會長周文亮也在註冊球員名單當中，球隊整體實力提升，最終取得丙組亞軍的成績，唯該賽季因疫情原因取消了升降級，球隊無緣升級乙組。

### 2021–22球季
球隊保留了去季大部分主力球員，並且簽入了具有實力的球員，包括超聯球隊晉峰的黃洛、前消防球員陳子傑、甲組北區謝振財、前富力青年軍球員梁鎮國、謝浩楠及乙丙組射手曾家威等，實力本應有增無減，但球隊在季初演出不濟，接連失利，於2021年11月14日第6輪丙組聯賽，再次平了球隊的最大敗仗，以0比8慘敗給三昇，賽季剛打一半，球隊已跌至丙組尾三位置，處於出局邊緣。及後聯賽因為香港的新冠肺炎疫情轉趨嚴重而再次腰斬，聯賽再一次取消降班制度，球隊得以避免出局。及至2022年5月，香港足總因應疫情腰斬而為甲、乙及丙組聯賽加設聯賽盃，晨曦未有報名參加。

### 2022–23球季
球隊只進行小規模換血，聯賽開始以來一直在前列位置，於2023年6月18日最後一場丙組賽事(第29週補賽)，以4比0撃敗蘭斯貝利，領先少賽兩場排名第三的福建8分，確保奪得丙組聯賽亞軍，獲得升級乙組聯賽的資格。至8月，晨曦入信足總，並宣佈來屆不再參加香港足總的賽事，全部球員自由轉會，消息傳出後，於8月中傳出有心人仕願意接手晨曦，並正式向香港足球總會入信，表明有意重新參賽。

### 2023–24球季
香港足球總會接納晨曦的申請，球隊繼續征戰乙組聯賽。由於周氏兄弟撤手，去季隊內所有球員幾乎全數離開，包括隊中主力得分球員張緯量、曾家威及徐俊文，球隊沒有任何球員留隊。組軍方面，球隊以培育青年球員為目標，並加入去季甲組聯賽東區體育會的後備球員及丙組降班隊龍門足球隊的球員為骨幹，整體實力大幅削弱，因此季初成績不濟，只在聯賽榜下游徘徊。經歷開季四連敗及適應期後，晨曦於第五週1-0擊敗葵青，取得重組後首場勝仗，球隊的成績亦逐步回穩。季中再召募數名曾效力乙組球會及前深水埗球員加盟，令球隊整體實力得以提升，接連搶分下更一度脫離降班區域。然而，球隊及後的比賽多次在領先下失分，再度陷入降班危機。幸而球隊於季末及時回勇，連續擊敗兩支護級球隊，重燃護級希望，並於球季最後一場比賽在兩度落後下迫和已奪得聯賽冠軍的和富社企，取得關鍵分數而成功護級。
- 1986–2007 2009–20111986–2007
 2009–2011
- 2007–092007–09
- 2011–20132011–2013
- 2013–現在

## 球會文化
- 會歌
  - 歌名：高低一起，主唱：譚詠麟（2005年一2018年）

## 球隊名稱變遷
- 1986–1994年、1999–2005年、2009–2011年、2014–2017年、2018年–：晨曦（Sun Hei）
- 1994–1999年：好易通
- 2005–2007年：香雪晨曦（Xiangxue Sun Hei）
- 2007–2009年：康宏晨曦（Convoy Sun Hei）
- 2011–2014年：日之泉JC晨曦（Sunray Cave JC Sun Hei）
- 2017–2018年：灝天晨曦（Glorysky Sun Hei）

## 球會榮譽

### 本地

#### 聯賽
- 香港甲組足球聯賽 / 香港超級聯賽（第一級）[a]
  - 冠軍 (3): 2001–02, 2003–04, 2004–05
- 香港乙組足球聯賽 / 香港甲組聯賽（第二級）[a]
  - 冠軍 (1): 2016–17

#### 盃賽
- 香港高級組銀牌
  - 冠軍 (2): 2004–05, 2011–12
  - 亞軍 (5): 1995–96, 2001–02, 2003–04, 2006–07, 2008–09
- 香港聯賽盃
  - 冠軍 (4): 2002–03, 2003–04, 2004–05, 2008–09
  - 亞軍 (1): 2000–01
- 香港足總盃
  - 冠軍 (3): 2002–03, 2004–05, 2005–06
  - 亞軍 (2): 1995–96, 2001–02
- 香港足總盃初級組
  - 冠軍 (2): 2015–16, 2016–17

## 歷年成績

### 本土
| 球季    | 聯賽       | 聯賽     | 聯賽     | 聯賽     | 聯賽     | 聯賽     | 聯賽     | 聯賽     | 聯賽     | 聯賽     | 盃賽     | 盃賽     | 盃賽     | 亞洲賽          | 首席射手                            | 備註                                                     |
| 球季    | 級別       | 排名     | 賽       | 勝       | 和       | 負       | 入       | 失       | 差       | 分       | 銀牌     | 聯賽盃   | 足總盃   | 亞洲賽          | 首席射手                            | 備註                                                     |
| ------- | ---------- | -------- | -------- | -------- | -------- | -------- | -------- | -------- | -------- | -------- | -------- | -------- | -------- | --------------- | ----------------------------------- | -------------------------------------------------------- |
| 1999–00 | 甲組 (I)   | 4/8      | 14       | 7        | 1        | 6        | 26       | 24       | +2       | 22       | 半準決賽 | 不適用   | 半準決賽 | —               |                                     | 聯賽季後賽亞軍                                           |
| 2000–01 | 甲組 (I)   | 4/8      | 14       | 7        | 5        | 2        | 26       | 15       | +11      | 26       | 半準決賽 | 亞軍     | 準決賽   | —               |                                     | 聯賽季後賽第 4 名                                        |
| 2001–02 | 甲組 (I)   | 1/7      | 12       | 8        | 3        | 1        | 27       | 13       | +14      | 27       | 亞軍     | 分組賽   | 亞軍     | —               |                                     |                                                          |
| 2002–03 | 甲組 (I)   | 2/8      | 14       | 8        | 6        | 0        | 40       | 18       | +22      | 30       | 準決賽   | 冠軍     | 冠軍     | —               |                                     |                                                          |
| 2003–04 | 甲組 (I)   | 1/10     | 18       | 14       | 2        | 2        | 47       | 18       | +29      | 44       | 亞軍     | 冠軍     | 準決賽   | —               |                                     |                                                          |
| 2004–05 | 甲組 (I)   | 1/9      | 16       | 10       | 4        | 2        | 28       | 12       | +16      | 34       | 冠軍     | 冠軍     | 冠軍     | 亞協 – 準決賽   | 亞古沙 – 8                          | 成為「四冠王」[4]                                        |
| 2005–06 | 甲組 (I)   | 2/8      | 14       | 8        | 2        | 4        | 30       | 15       | +15      | 26       | 準決賽   | 準決賽   | 冠軍     | 亞協 – 半準決賽 | 歷高 – 19                           | 以「香雪晨曦」名義參賽                                   |
| 2006–07 | 甲組 (I)   | 3/10     | 18       | 9        | 4        | 5        | 33       | 18       | +15      | 31       | 亞軍     | 準決賽   | 半準決賽 | 亞協 – 半準決賽 | 歷高 – 16                           | 以「香雪晨曦」名義參賽                                   |
| 2007–08 | 甲組 (I)   | 5/10     | 18       | 5        | 8        | 5        | 26       | 23       | +3       | 23       | 半準決賽 | 準決賽   | 半準決賽 | —               | 基奧雲尼 – 19                       | 以「康宏晨曦」名義參賽                                   |
| 2008–09 | 甲組 (I)   | 5/13     | 24       | 13       | 3        | 8        | 39       | 32       | +7       | 42       | 亞軍     | 冠軍     | 第一圈   | —               | 基奧雲尼 – 26                       | 以「康宏晨曦」名義參賽                                   |
| 2009–10 | 甲組 (I)   | 5/10     | 18       | 7        | 3        | 8        | 38       | 27       | +11      | 24       | 準決賽   | 不適用   | 半準決賽 | —               | 卡爾 – 15                           |                                                          |
| 2010–11 | 甲組 (I)   | 4/10     | 18       | 8        | 3        | 7        | 36       | 32       | +4       | 27       | 半準決賽 | 第一圈   | 準決賽   | —               | 卡爾 – 14                           |                                                          |
| 2011–12 | 甲組 (I)   | 4/10     | 18       | 8        | 4        | 6        | 29       | 22       | +7       | 28       | 冠軍     | 半準決賽 | 半準決賽 | —               | 巴利 – 11                           | 以「日之泉JC晨曦」名義參賽                               |
| 2012–13 | 甲組 (I)   | 7/10     | 18       | 4        | 8        | 6        | 26       | 33       | −7       | 20       | 半準決賽 | 不適用   | 半準決賽 | 亞協 – 分組賽   | 巴利 – 7                            | 以「日之泉JC晨曦」名義參賽                               |
| 2013–14 | 甲組 (I)   | ▼ 8/10   | 18       | 5        | 4        | 9        | 32       | 41       | −9       | 19       | 半準決賽 | 不適用   | 半準決賽 | —               | 勞高、 連拿度 – 8                   | 以「日之泉JC晨曦」名義參賽                               |
|         |            |          |          |          |          |          |          |          |          |          |          |          |          |                 |                                     |                                                          |
| 2014–15 | 甲組 (II)  | 8/15     | 28       | 11       | 4        | 13       | 58       | 58       | 0        | 37       | 半準決賽 | 半準決賽 | 半準決賽 | —               | 陳邵軒 – 16                         |                                                          |
| 2015–16 | 甲組 (II)  | 3/14     | 26       | 17       | 5        | 4        | 64       | 25       | +39      | 56       | 冠軍     | 冠軍     | 冠軍     | —               | 袁振昇 – 21                         |                                                          |
| 2016–17 | 甲組 (II)  | 1/14     | 26       | 23       | 3        | 0        | 90       | 22       | +68      | 72       | 冠軍     | 冠軍     | 冠軍     | —               | 袁振昇 – 41                         | 放棄升班資格                                             |
| 2017–18 | 甲組 (II)  | ▼ 13/16  | 30       | 8        | 7        | 15       | 49       | 65       | −16      | 31       | 第三圈   | 第三圈   | 第三圈   | —               | 曾家威 – 17                         | 以「灝天晨曦」名義參賽                                   |
| 2018–19 | 乙組 (III) | ▼ 14/14  | 26       | 3        | 3        | 20       | 21       | 74       | −53      | 12       | 第三圈   | 第三圈   | 第三圈   | —               | 傅樹聲、 蘇敬輝 岑浩浜、 張詠然 – 4 |                                                          |
| 2019–20 | 丙組 (IV)  | 聯賽中斷 | 聯賽中斷 | 聯賽中斷 | 聯賽中斷 | 聯賽中斷 | 聯賽中斷 | 聯賽中斷 | 聯賽中斷 | 聯賽中斷 | 聯賽中斷 | 聯賽中斷 | 聯賽中斷 | 聯賽中斷        | 聯賽中斷                            |                                                          |
| 2020–21 | 丙組 (IV)  | 2/16     | 15       | 13       | 0        | 2        | 46       | 18       | +28      | 39       |          |          |          | —               |                                     |                                                          |
| 2021–22 | 丙組 (IV)  | 18/20    | 10       | 0        | 2        | 8        | 7        | 30       | -23      | 2        |          |          |          | —               |                                     |                                                          |
| 2022–23 | 丙組 (IV)  | ▲ 2/15   | 28       | 18       | 6        | 4        | 70       | 24       | +46      | 60       |          |          |          | —               |                                     | 獲得升級乙組聯賽資格，然而宣佈下屆不再參加香港足總賽事。 |

- ^  注解1：聯賽自2000–01球季後便取消季後賽
- ^  注解2： 香港聯賽盃成立於 2001–02 球季，並曾於 2009–10 球季停辦一屆；聯賽盃自 2007–08 球季後取消分組賽形式，改以全淘汰賽形式進行
- ^  注解3：神射手統計包括聯賽及各項甲組盃賽 (香港高級組銀牌、香港聯賽盃、香港足總盃)
- ^  注解4：「四冠王」包括奪得聯賽冠軍、高級組銀牌冠軍、聯賽盃冠軍、足總盃冠軍

### 亞洲賽
| 球季 | 賽事       | 參賽途徑       | 圈數     | 對手       | 主場 | 作客 | 總比數      |  |
| ---- | ---------- | -------------- | -------- | ---------- | ---- | ---- | ----------- |  |
| 2005 | 亞洲足協盃 | 甲組聯賽，冠軍 | D組      | 淡濱尼流浪 | 1–1  | 1–1  | 1st         |  |
| 2005 | 亞洲足協盃 | 甲組聯賽，冠軍 | D組      | 華倫西亞會 | 6–1  | 1–1  | 1st         |  |
| 2005 | 亞洲足協盃 | 甲組聯賽，冠軍 | D組      | 霹靂       | 2–1  | 1–0  | 1st         |  |
| 2005 | 亞洲足協盃 | 甲組聯賽，冠軍 | 半準決賽 | 阿爾阿赫德 | 3–1  | 0–1  | 3–2         |  |
| 2005 | 亞洲足協盃 | 甲組聯賽，冠軍 | 準決賽   | 阿爾內澤默 | 2–3  | 0–3  | 2–6         |  |
|      |            |                |          |            |      |      |             |  |
| 2006 | 亞洲足協盃 | 甲組聯賽，冠軍 | E組      | 玻璃市     | 0–0  | 2–1  | 1st         |  |
| 2006 | 亞洲足協盃 | 甲組聯賽，冠軍 | E組      | 內政聯     | 0–1  | 2–0  | 1st         |  |
| 2006 | 亞洲足協盃 | 甲組聯賽，冠軍 | E組      | 拉迪恩     | 5–2  | 2–0  | 1st         |  |
| 2006 | 亞洲足協盃 | 甲組聯賽，冠軍 | 半準決賽 | 阿爾費薩里 | 1–1  | 1–1  | 2–2（4–5 ） |  |
|      |            |                |          |            |      |      |             |  |
| 2007 | 亞洲足協盃 | 足總盃，冠軍   | D組      | 森美蘭     | 2–0  | 0–1  | 1st         |  |
| 2007 | 亞洲足協盃 | 足總盃，冠軍   | D組      | 勝利競技   | 2–0  | 2–0  | 1st         |  |
| 2007 | 亞洲足協盃 | 足總盃，冠軍   | D組      | 河北河內   | 7–4  | 2–1  | 1st         |  |
| 2007 | 亞洲足協盃 | 足總盃，冠軍   | 半準決賽 | 艾華達     | 0–1  | 1–3  | 1–4         |  |
|      |            |                |          |            |      |      |             |  |
| 2013 | 亞洲足協盃 | 銀牌，冠軍     | F組      | 拉迪恩     | 0–3  | 0–1  | 3rd         |  |
| 2013 | 亞洲足協盃 | 銀牌，冠軍     | F組      | 仰光聯     | 1–3  | 0–2  | 3rd         |  |
| 2013 | 亞洲足協盃 | 銀牌，冠軍     | F組      | 佩斯寶     | 8–0  | 3–3  | 3rd         |  |

## 管理層及職球員名單

### 董事局
| 會長：                   | 馬澄發、周文亮                                         |
| 副會長：                 | 周文曦                                                 |
| 名譽會長：               | 譚詠麟、陳百祥、任達華、曾志偉、苗僑偉、鄒頌炫、左強華 |
| 主席：                   | 曾緯順                                                 |
| 總領隊：                 | 周文舜                                                 |
| 名譽領隊：               | 林勤                                                   |
| 領隊：                   | 魏仲輝                                                 |
| 青訓發展部部長：         | 李國賢                                                 |
| 青訓發展部及公關部總監： | 楊俊文                                                 |
| 秘書：                   | 鍾志光                                                 |

### 職員名單
| 總教練：           | 王建邦                                                     |
| 青年軍教練：       | 俞漢輝（U18）、楊振燦（U16）、邱和友（U15）、姚基斯（U13） |
| 青年軍助教：       | 阮少達（U18）、邱俊友（U15）                               |
| 青年軍守門員教練： | 溫子康、余巧德                                             |
| 總務：             | 何志有                                                     |

## 歷任教練
- 梁金輝：（2023–2024年）
- 葉信宏：（2022–2023年）
- 王建邦：（2019–2022年）
- 蔡德智：（2018–2019年）
- Angelo Silva：（2017–2018年）
- 劉志強：（2015–2017年）
- 陳志光：（2014–2015年）
- 招重文：（2012–2014年，2017年–）
- 巴貝利：（2012年）
- 列卡度：（2010–2012年）
- 甄力健：（2009–2010年）
- 山度士：（2008–2009年）
- 古廉權：（2001–2008年）

## 聯盟球會
- 廣東日之泉

## 外部連結
- 晨曦體育會官方網站
- 晨曦體育會的Facebook專頁
- 香港足球總會網頁球會資料 （页面存档备份，存于）